# Dune: Partea II
Dune: Partea II este un film științifico-fantastic american-canadian din 2024 regizat de Denis Villeneuve. Este adaptarea părții secunde a romanului Dune de Frank Herbert și continuarea lui Dune, prima parte, a aceluiași regizor, lansată în 2021.

## Rezumat
Paul Atreides se alătură lui Chani și fremenilor în timp ce complotează să se răzbune pe cei care i-au distrus familia. Deoarece trebuie să aleagă între dragostea vieții sale și soarta galaxiei, el trebuie totuși să facă totul pentru a preveni un viitor teribil pe care numai el îl poate prezice.

## Distribuție
- Timothée Chalamet - Paul Atreides, moștenitorul ducal al Casei Atreides.
- Zendaya - Chani, o tânără fremenă femeie de care Paul se îndrăgostește.
- Rebecca Ferguson - Lady Jessica, mama lui Paul Bene Gesserit și concubina ducelui Leto.
- Josh Brolin - Gurney Halleck, maestrul armelor al Casei Atreides și unul dintre mentorii lui Paul.
- Javier Bardem - Stilgar, căpetenie a tribuluiui fremen Sietch Tabr.
- Florence Pugh - Prințesa Irulan Corrino.
- Stellan Skarsgård - Baronul Vladimir Harkonnen, baron al Casei Harkonnen, inamic al Casei Atreides și fost administrator al plantei Arrakis
- Dave Bautista - Glossu Rabban, nepotul baronului Harkonnen.
- Austin Butler - Feyd-Rautha.
- Christopher Walken - împăratul Shaddam IV Corrino
- Léa Seydoux - Lady Margot Fenring.
- Stephen McKinley Henderson - Thufir Hawat, mentat al Casei Atreides.
- Charlotte Rampling - Gaius Helen Mohiam, Cucernica Maică Bene Gesserit și Dreptvorbitoarea împăratului.
- Anya Taylor-Joy - Alia Atreides.

## Producție
De la debutul proiectului Dune, s-a vorbit despre adaptarea romanului lui Frank Herbert în două filme. La 26 octombrie 2021, Legendary Pictures și Warner Bros. anunță că lansarea celui de-al doilea lungmetraj este planificată pentru octombrie 2023. Denis Villeneuve explică la momentul lansării filmului său și despre posibila lui continuare: „Dacă există vreodată entuziasm și filmul devine verde cât mai curând, aș spune că aș fi gata să filmez în 2022, cu siguranță. Mi-ar plăcea pentru că sunt deja pregătit, vreau să o aduc pe ecran cât mai curând posibil”.
Filmările principale au fost programat să înceapă pe 21 iulie 2022 la Budapesta, dar au început mai devreme, pe 18 iulie.
În noiembrie 2022, filmările au avut loc în Abu Dhabi, înainte de finalizarea filmărilor pe 12 decembrie 2022.

## Data lansării
Filmul a fost programat inițial să fie lansat pe 20 octombrie 2023 în cinematografele americane. Cu toate acestea, în iunie 2022, se anunță că lansarea americană este amânată până la 17 noiembrie 2023. În octombrie 2022, Warner Bros schimbă din nou data, pentru 3 noiembrie 2023. Pe 25 august 2023, Warner Bros. anunță o nouă amânare a datei de lansare a filmului la 15 martie 2024 în Statele Unite, din cauza grevei scenariștilor și celei a actorilor SAG-AFTRA, cărora nu li se permite să acorde interviuri în această perioadă.

## Vezi și
- Listă de filme științifico-fantastice din anii 2020